# Гідроксиметилфурфурол
Гідроксиметилфурфурол (оксиметилфурфурол, гідроксиметилфурфураль) — органічна сполука, яку отримують зневодненням деяких цукрів. Гідроксиметилфурфурол отримують з біомаси деревини, целюлози та крохмалю. Легко утворюється з моносахаридів в кислому середовищі  або під дією твердих суперкислот  з фруктози.  Речовина також утворюється при нагріванні меду за температури вище ніж 40˚С або його тривалому зберіганні. Гідроксиметилфурфурол утворюється у харчових соках при нагріванні, а його наявність та кількість є показником безпечності продукту. Хімічна формула C6H6O3. Безбарвна рідина, при зберіганні забарвлення змінюється на буре.

## Застосування
Гідролізом гідроксиметилфурфуролу до левулінової кислоти — отримують цінного представника 6-вуглецевих блоків, з якої одержують γ-валеролактон, який є вихідним продуктом для полімерів і розчинників (піролідинони), пентандіол для виробництва поліефірних пластиків, метилтетрагідрофуран — корисний розчинник і рідке паливо (дизель) або киснева добавка до палива.